# Kocsárd
A Kocsárd régi magyar személynévből származó férfinév. Eredeti jelentése feltehetően a kocsord növény nevével függhet össze, amit más néven mesterlapunak is hívnak. Latin neve Peucedanum, a sziki kocsord pedig vadkömény, Peucedanum officinale.

## Gyakorisága
Az 1990-es években szórványos név, a 2000-es években nem szerepel a 100 leggyakoribb férfinév között.

## Névnapok
- április 19.[2]
- május 4.[2]
- május 5.[2]
- június 7.[2]

## Híres Kocsárdok
- Janky Kocsárd (1868-1954) lovassági tábornok, 1922–1930 között a Magyar Királyi Honvédség vezérkari főnöke, ezzel párhuzamosan 1925–1930 között a honvédség főparancsnoka is.
- Kún Kocsárd, magyar hadvezér († 1536)
- gróf Kuún Kocsárd (1803-1865) Hunyad vármegye főispánja, 1848-1849-ben kormánybiztos, az EMKE egyik alapítója és tiszteletbeli elnöke, művelődéspolitikus.

## Földrajz
- Székelykocsárd (rom. Lunca Mureșului, korábban Cucerdea) község Romániában Fehér megyében.